# Keecha Lake
Keecha Lake är en sjö i provinsen British Columbia i Kanada. Den ligger på ön Banks Island vid landets västra kust. Keecha Lake är 8,5 kilometer lång och sträcker sig från öst till väst där den rinner ut genom Keecha Creek till Principe Channel i Stilla havet. Sjöns yta är 332 hektar och ligger 13 meter över havet. Största djupet är 65 meter.